# واکنش زنجیره‌ای پلیمراز بی‌درنگ

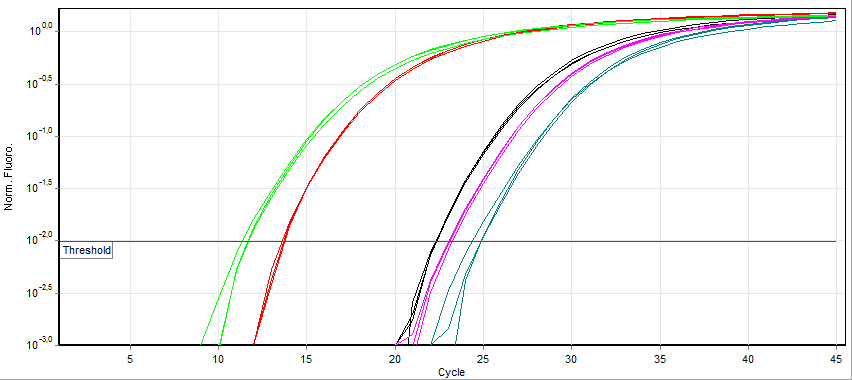
نمودار فلورسنس سبز سایبر I که در واکنش زنجیره‌ای پلیمراز بی‌درنگ ساخته شده‌است.

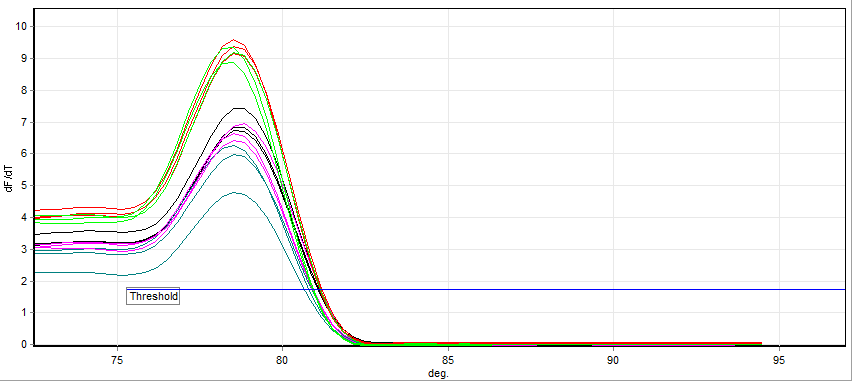
منحنی ذوب تولیدشده در انتهای واکنش زنجیره‌ای پلیمراز بی‌درنگ

واکنش زنجیره‌ای پلیمراز بی‌درنگ (به انگلیسی: real-time polymerase chain reaction) که مخفف آن (RT-PCR) است یا همچنین واکنش زنجیره‌ای پلیمراز کمّی (به انگلیسی: quantitative polymerase chain reaction) یک روش آزمایشگاهی زیست‌شناسی مولکولی برپایهٔ واکنش زنجیره‌ای پلیمراز (PCR) است. این واکنش همانند PCR معمولی، بر تکثیر مولکول دی‌ان‌ای هدف نظارت می‌کند ولی در نهایت، به نتیجه یکسانی نمی‌رسد. محدودیت سیستم PCR معمولی، عدم توانایی بررسی کمی میزان بیان یک ژن است که واکنش زنجیره‌ای پلیمراز کمی برای انجام این هدف تعریف شده‌است.
دو روش معمول برای تشخیص محصولات این واکنش وجود دارد. یکی رنگ‌های فلورسنت غیراختصاصی که با هر دی‌ان‌ای دو رشته‌ای پیوند بر قرار می‌کنند و دیگری کاوشگرهای دی‌ان‌ای اختصاصی که دنباله‌ای از اولیگونوکلئوتیدهای دارای گزارشگر فلورسنس هستند که تشخیص آن‌ها تنها پس از پیوندزنی کاوشگر با دنبالهٔ مکمل آن امکان‌پذیر است.
واکنش زنجیره‌ای پلیمراز کمی با استفاده از فلورسانس تحت نظارت واکنش زنجیره‌ای پلیمراز رونویسی معکوس برای تجزیه و تحلیل بیان ژن و تعیین مقدار آران‌ای ویروسی در محیط‌های تحقیقاتی و بالینی مورد استفاده قرار می‌گیرد. ارتباط تنگاتنگ بین روش‌های کمی و معکوس باعث شده‌است تا از واژه کمی به معنای معکوس استفاده شود. چنین استفاده ای ممکن است گیج کننده باشد. واکنش کمی بدون واکنش معکوس، برای تعیین تعداد کمی یک قطعه خاص از دی‌ان‌ای به کار می‌رود. در مقابل، واکنش معکوس به تنهایی می‌تواند برای فعال سازی همتاسازی مولکولی، توالی‌یابی یا تشخیص ساده آران‌ای به کار رود.

## نحوه کار
در سیستم واکنش زنجیره‌ای پلیمراز بی‌درنگ جهت بررسی میزان بیان یک ژن، ابتدا با کمک آنزیم رونوشت‌بردار معکوس مولکول‌های آران‌ای را به دی‌ان‌ای مکمل تبدیل می‌کنند. سپس به نمونه دی‌ان‌ای، رنگ سبز سایبر I اضافه می‌گردد که به آن خاصیت فلورسانسی می‌دهد. سرانجام نمونه را وارد چرخه‌های واکنش زنجیره‌ای پلیمراز بی‌درنگ می‌کنند و به ازای ساخته شدن هر رشتهٔ دی‌ان‌ای جدید، رنگ سبز سایبر به رشته متصل می‌شود و دستگاه توسط سیستم اپتیکی خود خوانش فلورسانتی را شروع می‌کند و برای هر نمونه یک نمودار تکثیر ترسیم می‌کند. هر نقطه از نمودار تکثیر نشان دهنده میزان اتصال سایبر سبز به رشته دی‌ان‌ای می‌باشد و بدین صورت به میزان دی‌ان‌ای بیان‌شده در هر نمونه پی‌برده می‌شود.

## کاربردها
کاربردهای متعددی برای واکنش زنجیره‌ای پلیمراز بی‌درنگ در آزمایشگاه وجود دارد که از مهم‌ترین آن‌ها می‌توان به موارد زیر اشاره کرد:
- کمیت بیان ژن
- کاربردهای تشخیصی
- استفاده میکروبیولوژیکی
- تشخیص فیتوپاتوژن‌ها
- تشخیص ارگانیسم‌های اصلاح شده ژنتیکی
- کمی‌سازی و ژنوتیپ بالینی